# Outsourcing Professional Body of Knowledge
OPBOK (Outsourcing Professional Body of Knowledge®) - свод знаний, необходимых для успешной работы в индустрии аутсорсинга, разработанный IAOP, международным сообществом экспертов в области сорсинга и аутсорсинга. Является сводом лучших практик и стандартов аутсорсинга, одним из основополагающих документов аутсорсинга на сегодняшний день. Усилиями международного сообщества экспертов издание постоянно обновляется, в 2010 г. вышел уже девятый выпуск OPBOK, Rev. 9. В 2014 вышла новая, 10-я редакция свода знаний.